# سر بلند
سر بلند (بالفارسية: سرِ بلند) هي قرية أفغانية في مقاطعة خواهان التابعة لولاية بدخشان الواقعة في شمال شرق أفغانستان.